# Lónsvík
La Lónsvík, toponyme islandais signifiant littéralement en français « la crique de la lagune », est une baie d'Islande baignant les côtes orientales du pays. Le récif de Böðvassker et l'îlot de Vigur se trouvent au centre de la baie. Le Papafjörður et le Lónsfjörður débouchent dans la Lónsvík, respectivement à son extrémité méridionale et en son centre.